# Euphaedra (Euphaedrana) thierrybaulini
Euphaedra (Euphaedrana) thierrybaulini es una especie de mariposa de la familia Nymphalidae, subfamilia Limenitidinae, tribu Adoliadini, pertenece al género Euphaedra, subgénero (Euphaedrana).

## Localización
Esta especie de mariposa se distribuye por la República Democrática del Congo (África).